# Creag Omain
Creag Omain is een berg op Isle of Skye in Schotland. De berg is 214 meter hoog en ligt naast Loch Lic-àird en bij het dorp Talisker.